# 秘密捜査官オハラ
『秘密捜査官オハラ』（ひみつそうさかんオハラ、 O'Hara, U.S. Treasury ）は、アメリカCBS系で1971年から1972年まで放送されたテレビドラマ。日本では、TBS系で1972年に放映された。

## 概要
アメリカ合衆国財務省の捜査官、ジム・オハラ（デビッド・ジャンセン）の活動を描くドラマ。オハラは、日本語版ではATF（アルコール・タバコ・火器及び爆発物取締局）捜査官とされていたが、実際にはATFを含む財務省の各部局（IRS、シークレットサービスなど）管轄下の、脱税、銃や麻薬の密輸入、通貨偽造などの捜査活動を行った。その性質上、身分を隠した潜入捜査もしばしばであった。
本ドラマのパイロット版は、1971年に放送された2時間枠のテレビ映画、 "O'Hara, U.S. Treasuary: Operation Cobra" 『空中大追跡／エアライン・コネクション』、日本テレビ系1974年9月4日「水曜ロードショー」で放送）で、ネブラスカ州の小さな町の保安官であったオハラが火事で家族を失い、財務省の捜査官に転職して、ハッシッシ密輸の捜査活動を行うストーリーであった。これの好評を受け、同年60分枠でシリーズ化された。
制作は、現実の事件記録を基にしたドラマ、『ドラグネット』や『特捜隊アダム12』を手がけた、ジャック・ウェｯブであった。『秘密捜査官オハラ』も同様で、各エピソードは財務省が実際に扱った事件を基にして作られている。リアリティを重視し、扱う事件が殺人や強盗といった凶悪犯罪ではない点が、従来の警察ドラマとは一線を画していた反面、派手さに欠ける嫌いもあった。
主人公オハラを演じたのは、妻殺しの無実の罪で孤独な逃亡を続ける男のドラマ『逃亡者』で人気を博した、デビッド・ジャンセンであった。だがオハラは、孤独な潜入捜査をすることはあっても官憲側の人間である点が『逃亡者』とは異なっていて、視聴者からの共感を十分には得られなかった。これらの理由から、シリーズは視聴率が伸び悩み、22話が制作・放送されたのみで終了した。
日本語版の吹き替えは『逃亡者』と同じく、ジャンセンを睦五郎（パイロット版は土屋嘉男）、ナレーションを矢島正明が担当している。

## キャスト
- ジム・オハラ：デビッド・ジャンセン（声：睦五郎）

## スタッフ
- 制作総指揮：ジャック・ウェッブ

## 注
1. ↑    - O'Hara, U.S. Treasury - IMDb（英語）